# Minuartia funkii
Minuartia funkii är en nejlikväxtart som först beskrevs av Jordan, och fick sitt nu gällande namn av Graebner. Minuartia funkii ingår i släktet nörlar, och familjen nejlikväxter. Inga underarter finns listade i Catalogue of Life.